# Pantopipetta buccina
Pantopipetta buccina là một loài nhện biển trong họ Austrodecidae. Loài này thuộc chi Pantopipetta. Pantopipetta buccina được miêu tả khoa học năm 1994 bởi Child.